# المغيرة بن الحارث
المغيرة بن الحارث بن عبد المطلب، صحابي، وابن عم رسول الله .

## حياته
هو المغيرة بن الحارث ابن عبد المطّلب بن هاشم بن عبد مناف بن قُصيّ، قال أبي نصر البخاري: «والحارث بن عبد المطلب أبو ربيعة، أمه صفية بنت جندب بن جحش بن هوازن أكبر أولاد أبيه كان يكنى به، أعقب له أبا سفيان بن الحارث. ونوفل بن الحارث، وربيعة بن الحارث، والمغيرة بن الحارث إلا أن أولاد ربيعة ونوفل صحيح لا شك فيه. ومن انتسب من الهاشمية إلى أبي سفيان بن الحارث فهو دعى، ولم يذكر أولاد المغيرة بن الحارث.».
والمغيرة هو ابن عم رسول الله ، أسلم وهاجر كأخوته، وله صُحْبَةٌ.
وقيل أن المغيرة هو نفسه أبو سفيان بن الحارث، حيث قال الزبير وابن الكلبي وغيرهما أن اسم أَبي سفيان المغيرة، وهو الشاعر، وقال ابن منده وأَبو نُعَيم من أَنَّ المغيرةَ اسمُ أَبي سفيان، لا اسمُ أَخ له، وقال آخرون: بل اسمُ أَبي سفيان كنيته.
قال أبو عمر بن عبد البر: « أخو أبي سفيان بن الحارث ابن عم رسول الله صَلَّى الله عليه وسلم، له صُحْبَةٌ. وقد قيل: إن أبا سفيان بن الحارث اسمه المغيرة، ولا يصحُّ. والصّحيحُ أنه أخوه والله أعلم.». وقال ابن الأثير الجزري: «وقد ذكره ابن الكلبي والزبير بن بكار وغيرهما فقالوا: اسم أَبي سفيان المغيرة، وهو الشاعر. وهذا يؤيد ما قاله ابن منده وأَبو نُعَيم من أَنَّ المغيرةَ اسمُ أَبي سفيان، لا اسمُ أَخ له. وجعله أَبو عمر ترجمتين، على ظنه أَنهما اثنان، وسماهما في الترجمتين المغيرة. وقال ما ذكرناه عنه، والله أَعلم.».
وقال ابن حجر العسقلاني: «وتعقب ابن الأثير هذا بأن أصحاب الأنساب كالزبير وابن الكلبي وغيرهما جزموا بأن أبا سفيان اسمه المغيرة؛ ولم يذكروا له أخًا يسمى المغيرة؛ ولا يكنى أبا سفيان؛ وكذا جزم البغويّ بأن أبا سفيان اسمه المغيرة بن الحارث.».
وذكر البعض المغيرة بن الحارث فيمن شهد صفين مع علي بن أبي طالب ومنهم نصر بن مزاحم وتبعه آخرون على هذا، وقال عبد الواحد المظفر: «وعند آخرين إن الذي شهد صفين مع علي «عليه السلام» هو المغيرة بن نوفل بن الحارث وأهل هذا القول كثيرون.....والأمر مطرب عند حملة الأثر ولم أجد من تنبه لهذا فأزال مشكل هذه القصة المشوشة وربما يضطر الناظر إلى طرح أحد القولين اعتمادا على قاعدة التعراض في الأقوال المتباينة والتحقيق عندي الجع بأن يكون العم وابن الأخ كل واحد منهما شهد صفين مع أمير المؤمنين «عليه السلام» والشعر الذي رواه نصر لعم لا أشك في ذلك....». ومن شعره فيها قوله:
وأورد منها ابن أبي الحديد وقال: إنها للمغيرة بن الحارث، وأما عن الأبيات فهي: